# ENEL
ENEL е най-голямата италианска компания в сферата на електроразпределението.
Централният офис се намира в Рим. Името ENEL е акроним от италианското „Ente Nazionale per l'Energia eLettrica“. Фирмата е регистрирана като акционерно дружество.
Основните насоки на фирмата са в сферата на енергоразпределението, газоснабдяването и телекомуникациите.